# کامن لا

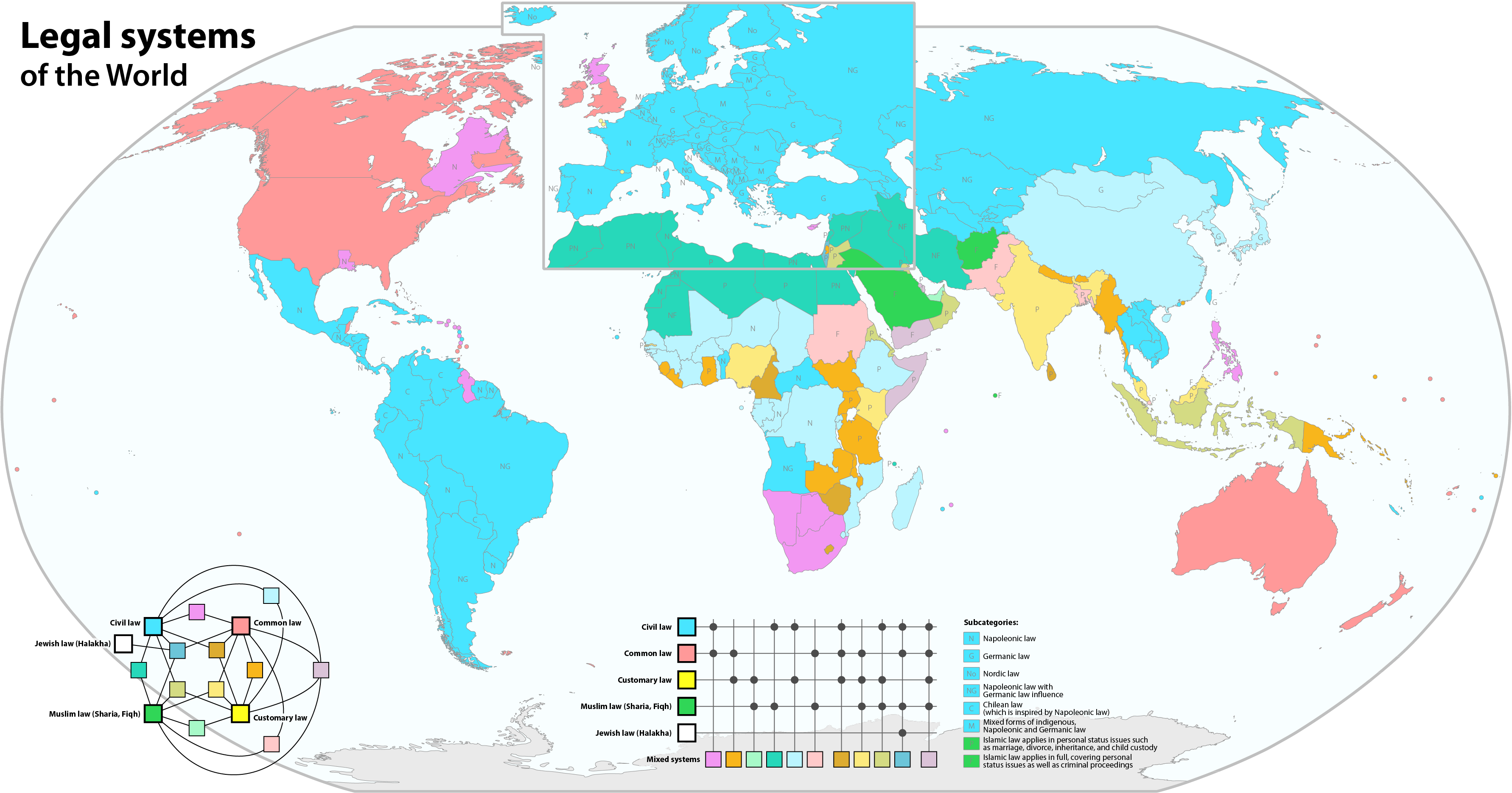
نظام‌های قانونی جهان. کشورهای قانون مدنی، رایج‌ترین سیستم در جهان، در طیف‌های آبی هستند؛ کشورهای کامن لو در طیف‌های صورتی هستند، که مطابق با تغییرات سیستم‌های قانون معمولی است و کشورهایی با قانون اسلامی در طیف‌های سبز.

کامن‌لا (به انگلیسی: Common law) که به حقوق عرفی، نظام رویهٔ قضایی و سابقهٔ قضایی هم معروف است، نوعی نظام حقوقی است که از سال ۱۰۶۶ میلادی به بعد توسط دادگاه‌های شاهی انگلستان ایجاد شد. کامن‌لا که در زبان فرانسوی قضایی (زبان گفتاری حقوق‌دانان انگلیسی تا قرن هفدهم) کومون‌لی تلفظ می‌شد به معنی حقوق مشترک یا قانون مشترک است. صفت مشترک در این کلمه به اجرای آن در تمامی قلمرو کشور انگلستان اشاره دارد با توجه به اینکه پیش از پیدایش این نظام دادگاه‌های محلی بر اساس عرف‌های محلی حکم می‌دادند. در واقع نظام حقوق کامن‌لا اساساً حقوق ساختهٔ دست قضات و دادگاه‌ها است تا قوانین مصوب قوهٔ مقننه و اقدامات اجرایی قوهٔ مجریه.
کامن‌لا در کنار نظام حقوقی مدنی رومی–ژرمنی (حقوق مدون) دو نظام اصلی حقوق دنیا هستند. نظام حقوق رومی-ژرمنی برگرفته از حقوق روم باستان است که در کشورهای اروپای قاره‌ای شکوفا شد و بعدها به بسیاری از کشورهای دیگر دنیا نیز وارد شد. نظام کامن‌لا با تشکیل امپراتوری بریتانیا به بسیاری از کشورهای دیگر دنیا نیز وارد شده و امروزه اساس نظام حقوقی حدود یک‌سوم مردم دنیا از جمله در کشورهای آنگلوساکسون (آمریکا، کانادا، استرالیا و نیوزیلند) و برخی از مستعمرات پیشین بریتانیا مانند هندوستان، پاکستان، نیجریه، بنگلادش، ایرلند و مالزی را تشکیل می‌دهد.
حقوق‌دانان پیرو نظام حقوقی مدون گاهی کامن‌لا را حقوق عرفی می‌نامند. حقوق عرفی نامیدن کامن‌لا ناشی از این تصور است که هر نظام حقوقی که مدون نباشد عرفی است. اما بایستی توجه داشت که نقش عرف در کامن‌لا به هیچ وجه با اهمیت‌تر از نقش عرف در نظام حقوقی رومی ژرمنی نیست و هیچ ارتباطی میان کامن‌لا و حقوق عرفی (Customary Law) وجود ندارد. در واقع کامن‌لا با از میان بردن حقوق عرفی انگلستان ایجاد شده است. کامن‌لا را حتی نظام برگرفته از عرف قضایی هم نمی‌توان نامید، چراکه حتی یک حکم از سوی یک دادگاه می‌تواند در این سیستم به یک قاعده تبدیل شود و لزومی به تکرار آن نیست.
قاضی در نظام حقوقی کامن‌لا به هنگام مطرح شدن دعوی جدید و در مواردی که طرفین در ماهیت دعوی اختلاف دارند به جای استفاده از مواد قانونی و اصول کلی حقوقی به مقایسهٔ عناصر دعوی مطرح شده با دعوی‌های رسیدگی شدهٔ قبلی و آرایی که دادگاه‌ها پیشتر در مورد آن صادر کرده‌اند، می‌پردازد و در صورت شباهت بین عناصر دو دعوی حکم مشابه صادر می‌نماید.
در غیر این صورت اگر قاضی تشخیص دهد که دعوی اخیر اساساً با دعوی سابق متفاوت است از آن قاعده عدول کرده و رأی جدید صادر می‌کند و چه بسا این رأی سابقهٔ جدیدی ایجاد نماید. این رویه قاعده سابقه (به انگلیسی: stare decisis) نام دارد.
کامن‌لا اساس و پایهٔ حقوق انگلستان است و به جهت مشترک بودن این نظام برای همهٔ بخش‌های انگلستان و ولز آن را کامن‌لا می‌نامند. حدود ‎۱/۳ از نظام‌های حقوقی کنونی جهان که اکثراً کشورهای انگلیسی زبان می‌باشند از نظام حقوقی این کشور الگوبرداری کرده‌اند.
دیگر کشورهایی که تابع این نظام هستند عبارتند از: ایالات متحده آمریکا، مالزی، سنگاپور، بنگلادش، پاکستان، سری‌لانکا، هند، کامرون، کانادا، ایرلند، نیوزلند، آفریقای جنوبی، زیمبابوه، هنگ کنگ و استرالیا

فراگیری و توسعهٔ حقوق کامن‌لا که کم‌تر به وسیلهٔ نظام حقوقی مدنی رومی–ژرمنی تحت تأثیر قرار گرفته و دارای رشد طبیعی بوده وام‌دار وجود مردانی همچون براکتون، کک، و لیتلتون است.